# Don Hall
Pour les articles homonymes, voir Hall.
Don Hall, né en 1969, est un réalisateur, scénariste, acteur et animateur américain qui travaille pour les studios Disney.

## Filmographie

### Réalisateur
- 2011 : Winnie l'ourson (coréalisé avec Stephen J. Anderson)
- 2014 : Les Nouveaux Héros (coréalisé avec Chris Williams)
- 2016 : Vaiana : La Légende du bout du monde (coréalisé avec Ron Clements, John Musker et Chris Williams)
- 2021 : Raya et le Dernier Dragon (coréalisé avec Carlos López Estrada, Paul Briggs et John Ripa)
- 2022 : Avalonia, l'étrange voyage

### Scénariste
- 1999 : Tarzan co-scénariste avec Gaëtan et Paul Brizzi, Glen Keane, Stephen J. Anderson, Stevie Wermers-Skeleton, Burny Mattinson et Mark Kennedy
- 2000 : Kuzco, l'empereur mégalo collaborateur au scénario
- 2004 : La ferme se rebelle collaborateur au scénario
- 2007 : Bienvenue chez les Robinson co-scénariste avec Stephen J. Anderson, Nathan Greno, Michelle Bochner Spitz et Jon Bernenstein
- 2009 : La Princesse et la Grenouille superviseur de l’histoire et du scénario
- 2011 : Winnie l'ourson coécrit avec Stephen J. Anderson, Clio Chang, Jeremy Spears, Brian Kesinger, Nicole Mitchell, Kendelle Hoyer et Don Dougerthy (histoire)
- 2016 : Vaiana : La Légende du bout du monde coécrit avec Pamela Ribon, Chris Williams, Ron Clements,John Musker, Aaron et Jordan

### Acteur
- 2007 : Bienvenue chez les Robinson : le coach et Gaston
- 2009 : La Princesse et la Grenouille : Darnell

### Animateur
- 1994 : Cadillacs and Dinosaurs: The Second Cataclysm
- 2000 : Kuzco, l'empereur mégalo
- 2002 : Spirit, l'étalon des plaines
- 2005 : Chicken Little
- 2009 : La Princesse et la Grenouille